# 登德倫 (林波波省)
登德倫是南非的城鎮，位於該國東北部，由林波波省負責管轄，距離波羅克瓦尼68公里，面積4.73平方公里，2011年人口4,045，人口密度每平方公里855人。